# Franco Andrea Bonelli

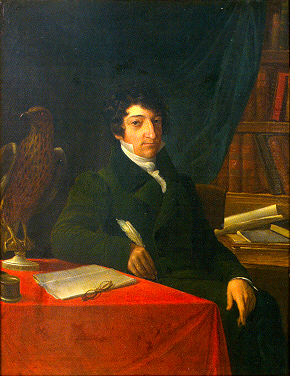
Franco Andrea Bonelli

Franco Andrea Bonelli (Cuneo, 10 de Novembro de 1784 — Turim, 18 de Novembro de 1830) foi um ornitólogo e coleccionista italiano.
Em 1811, Bonelli foi nomeado professor de Zoologia da universidade de Turim e curador do museu zoológico. Durante a sua estadia no museu, este formou uma das maiores colecções ornitológicas da Europa. Bonelli escreveu Catálogo dos pássaros do Piemonte em 1811.